# Chega
Chega, stylisé CHEGA (en français : Ça suffit, abrégé en CH), est un parti politique portugais d'extrême droite, fondé le 9 avril 2019.

## Historique
Chega obtient 1,29 % des voix aux élections législatives de 2019, un score permettant à son leader André Ventura d’entrer au Parlement. En octobre 2020, Chega remporte deux sièges et passe la barre des 5 % des voix aux élections régionales dans les Açores ; le parti soutient alors le nouveau gouvernement de José Manuel Bolieiro (PSD) sans y participer.
Le slogan du parti — « Dieu, patrie, famille et travail » — s’inspire directement de la dictature de Salazar. Si André Ventura s'est quelquefois exprimé avec nostalgie de Salazar, le thème est cependant peu présent dans la communication du parti, la dictature demeurant associée, même dans les rangs de la droite, au sous-développement et à la pauvreté.
Sur le plan international, le parti est allié au Rassemblement national (RN) de Marine le Pen et à la Ligue du Nord de Matteo Salvini. Il entretient de bonnes relations avec le parti espagnol Vox de Santiago Abascal.
La presse relève en 2020 l’« atmosphère de guérilla » régnant au sein du parti, fruit des tensions entre les différentes factions qui le composent.
En mars 2024, les élections législatives confirment l’importante progression du parti d’extrême droite qui obtient 18 % des voix. Grand vainqueur du scrutin, le parti opère une « percée historique », surtout dans la région de l'Algarve où il dépasse souvent les 30 %. Créé à peine cinq ans plus tôt, la formation arrive en effet troisième et quadruple sa présence à l'assemblée, dans un pays jusqu'à très récemment exempt de formation d'extrême droite. La campagne de Chega centrée sur la lutte contre la corruption et l'immigration bénéficie ainsi du scandale politique qui touche le PS ainsi que de la hausse de l'immigration au Portugal, qui a vu sa population étrangère doubler sur les cinq dernières années. Fort de sa victoire, André Ventura déclare que « le bipartisme a pris fin au Portugal » et s'annonce « disponible » pour former un gouvernement de droite,,. Le nouveau premier ministre, le conservateur Luís Montenegro, a refusé de l’appeler au gouvernement.
Chega subit un net recul aux élections européennes de juin 2024, n'obtenant plus que 9,8 % des voix, soit deux fois moins que trois mois plus tôt. Cette défaite est liée à la fragilité de la base électorale du parti, dont une part importante vote pour lui davantage par protestation contre les grands partis traditionnels que par adhésion à son idéologie.
Lors des élections législatives de 2025, Chega réalise une percée historique en obtenant plus de 20 % des voix et 60 sièges, et devient la deuxième force politique du Portugal, dépassant le Parti socialiste comme principale force d'opposition. Cette progression intervient malgré une période difficile marquée par plusieurs scandales impliquant des élus du parti et une image dégradée à l'Assemblée. L'élection de Donald Trump aux États-Unis redynamise la formation d'André Ventura, qui enrichit son discours anti-immigration et anti-élites d'un volet sur la souveraineté économique.

## Programme politique
Chega se présente comme nationaliste, conservateur et libéral.
Le parti préconise une baisse des impôts, des privatisations dans les domaines de la santé et de l’éducation, un parlement beaucoup plus restreint, une réforme judiciaire assortie de sanctions plus sévères pour les personnes condamnées et la fin de l'aide sociale pour les personnes au chômage,. Il n'est pas opposé à l'Union européenne.
Le parti s'oppose à l'immigration et appelle à « la réduction drastique de la présence islamique dans l’Union européenne ». Il milite contre « l’idéologie du genre » et le « marxisme culturel », arguant que le mouvement LGBT est imposé à la société portugaise « pour changer la société et détruire la Civilisation européenne ».
Lors de sa convention 2020, le parti adopte une motion prônant le retrait des ovaires aux femmes qui recourent à l'avortement afin de les empêcher de recommencer. La motion est ensuite retirée en raison des protestations. Dans le contexte de pandémie de COVID-19, André Ventura propose d’établir des règles spécifiques pour le confinement de la population gitane et l'instauration d'un « plan spécifique » visant à regrouper ces communautés et à renforcer la présence policière dans leurs zones d’établissement.
En mars 2024, après les élections législatives, le professeur de Science politique Antonio Costa Pinto juge que l’essor de Chega est dû à trois facteurs : « la corruption, ou la perception de cette dernière par les Portugais », « les promesses d'ordre et de respect de la loi », « l'immigration, qui vit un boom depuis cinq ou six ans, parce que le gouvernement socialiste l'a facilitée, pour répondre principalement à la demande de main-d’œuvre du secteur agroalimentaire ».

## Base électorale
D'après Luca Manucci, chercheur à l’Institut des sciences sociales (ICS) de l’université de Lisbonne, les électeurs de Chega sont notamment d'anciens sympathisants du CDS – Parti populaire. Cet électorat serait plutôt masculin et aux revenus supérieurs à la moyenne.

## Critiques
Le Global Project against Hate and Extremism, une organisation américaine spécialisée dans l'étude des mouvements extrémistes, avertit dans un rapport de 2023 que Chega est un parti « anti-immigrés, anti-femmes, anti-LGBT, anti-Roms, anti-musulmans et conspirationniste ». L'organisation souligne également la présence de nombreux militants suprématistes blancs, identitaires et néonazis dans les rangs du parti,.

## Résultats électoraux

### Élections présidentielles
| Année | Candidat      | 1er tour | 1er tour | 1er tour | 2d tour        | 2d tour        | 2d tour        |
| Année | Candidat      | Voix     | %        | Rang     | Voix           | %              | Rang           |
| ----- | ------------- | -------- | -------- | -------- | -------------- | -------------- | -------------- |
| 2021  | André Ventura | 497 746  | 11,93    | 3e       | Pas de 2d tour | Pas de 2d tour | Pas de 2d tour |

### Élections législatives
| Année | Tête de liste | Voix      | %     | Rang | Sièges   | Statut              |
| ----- | ------------- | --------- | ----- | ---- | -------- | ------------------- |
| 2019  | André Ventura | 67 826    | 1,29  | 7e   | 1 / 230  | Opposition (XXIIe)  |
| 2022  | André Ventura | 399 659   | 7,38  | 3e   | 12 / 230 | Opposition (XXIIIe) |
| 2024  | André Ventura | 1 169 781 | 18,88 | 3e   | 50 / 230 | Opposition (XXIVe)  |
| 2025  | André Ventura | 1 438 554 | 23,74 | 2e   | 60 / 230 | Opposition (XXVe)   |

### Élections européennes
| Année | Tête de liste         | Voix             | %                | Rang             | Sièges | Statut              |
| ----- | --------------------- | ---------------- | ---------------- | ---------------- | ------ | ------------------- |
| 2019  | Coalition BASTA!      | Coalition BASTA! | Coalition BASTA! | Coalition BASTA! | 0 / 21 | Extra-parlementaire |
| 2024  | António Tangêr Corrêa | 386 565          | 9,79             | 3e               | 2 / 21 | Groupe PfE          |

### Élections régionales

#### Région autonome des Açores
| Année | Tête de liste  | Voix   | %    | Rang | Sièges | Statut                        |
| ----- | -------------- | ------ | ---- | ---- | ------ | ----------------------------- |
| 2020  | Carlos Furtado | 5 260  | 5,06 | 4e   | 2 / 57 | Soutien (XIIIe, 2020-2021)    |
| 2020  | Carlos Furtado | 5 260  | 5,06 | 4e   | 2 / 57 | Opposition (XIIIe, 2021-2024) |
| 2024  | José Pacheco   | 10 626 | 9,19 | 3e   | 5 / 57 | Opposition (XIVe)             |

#### Région autonome de Madère
| Année | Tête de liste   | Voix   | %    | Rang | Sièges | Statut              |
| ----- | --------------- | ------ | ---- | ---- | ------ | ------------------- |
| 2019  | Miguel Teixeira | 619    | 0,43 | 13e  | 0 / 47 | Extra-parlementaire |
| 2023  | Miguel Castro   | 12 028 | 8,88 | 4e   | 4 / 47 | Opposition (XIVe)   |
| 2024  | Miguel Castro   | 12 562 | 9,24 | 4e   | 4 / 47 | Opposition (XVe)    |
| 2025  | Miguel Castro   | 7 821  | 5,60 | 4e   | 3 / 47 | Opposition (XVIe)   |

### Élections municipales
| Année | Municipalités | Municipalités | Municipalités | Municipalités | Municipalités | Freguesias | Freguesias | Freguesias  |
| Année | %             | Rang          | Maires        | Échevins      | Conseillers   | %          | Rang       | Conseillers |
| ----- | ------------- | ------------- | ------------- | ------------- | ------------- | ---------- | ---------- | ----------- |
| 2021  | 4,16          | 6e            | 0 / 308       | 19 / 2064     | 173 / 6448    | 3,12       | 6e         | 205 / 26797 |